# Cumières-le-Mort-Homme

Cumières-le-Mort-Homme este o comună în departamentul Meuse din nord-estul Franței. În 2010 avea o populație de ... de locuitori.

## Evoluția populației
| An        | 1975 | 1982 | 1990 | 1999 | 2006 | 2010 |
| --------- | ---- | ---- | ---- | ---- | ---- | ---- |
| Populație | 4    | 3    | 1    | ...  | ...  | ...  |